# Pozuelo (Albacete)
Pozuelo er en by og kommune i det sydøstlige Spanien i provinsen Albacete. Den har et indbyggertal på 467 (2024) indbyggere.